# Вон (Вашингтон)
Вон (англ. Vaughn) — переписна місцевість (CDP) в США, в окрузі Пірс штату Вашингтон. Населення — 565 осіб (2020).

## Географія
Вон розташований за координатами 47°21′29″ пн. ш. 122°46′57″ зх. д. / 47.35806° пн. ш. 122.78250° зх. д. (47.357979, -122.782490).  За даними Бюро перепису населення США в 2010 році переписна місцевість мала площу 8,23 км², з яких 5,96 км² — суходіл та 2,27 км² — водойми.

## Демографія
Згідно з переписом 2010 року, у переписній місцевості мешкали 544 особи в 221 домогосподарстві у складі 156 родин. Густота населення становила 66 осіб/км².  Було 282 помешкання (34/км²).
Расовий склад населення:
| - 93,4 % — білих - 1,3 % — азіатів - 0,6 % — корінних американців - 0,6 % — чорних або афроамериканців |

До двох чи більше рас належало 3,5 %. Частка іспаномовних становила 3,9 % від усіх жителів.
За віковим діапазоном населення розподілялося таким чином: 17,6 % — особи молодші 18 років, 62,5 % — особи у віці 18—64 років, 19,9 % — особи у віці 65 років та старші. Медіана віку мешканця становила 49,6 року. На 100 осіб жіночої статі у переписній місцевості припадало 99,3 чоловіків;  на 100 жінок у віці від 18 років та старших — 100,9 чоловіків також старших 18 років.
Середній дохід на одне домашнє господарство  становив 65 333 долари США (медіана — 56 250), а середній дохід на одну сім'ю — 70 413 долари (медіана — 68 125). За межею бідності перебувало 4,8 % осіб, у тому числі 0,0 % дітей у віці до 18 років та 11,0 % осіб у віці 65 років та старших.
Цивільне працевлаштоване населення становило 215 осіб. Основні галузі зайнятості: освіта, охорона здоров'я та соціальна допомога — 20,5 %, фінанси, страхування та нерухомість — 18,6 %, мистецтво, розваги та відпочинок — 14,9 %.